# Nekropola (Pahor)
Nekropola je avtobiografski roman slovensko-tržaškega avtorja Borisa Pahorja, kjer govori o svoji preteklosti v koncentracijskih taboriščih. Evropsko priznanje je roman dosegel leta 1990 s francoskim prevodom, ki so mu sledili prevodi v druge jezike. Nekropola je bila leta 2008 razglašena za italijansko knjigo leta, dobila je nagrado Premio Napoli za najboljšo tujejezično knjigo.

## Vsebina
Roman se začne s pisateljevim obiskom spominskega parka ob koncentracijskem taborišču Natzweiler-Struthof, potem pa popiše, kar je doživel v drugih taboriščih (Dachau, Dora, Harzungen, Bergen-Belsen). Zgodba je avtobiografska, prvoosebna, premišljujoča, sprašuje se, kaj je greh v nečloveških razmerah, govori o fizičnem propadanju teles, odnosu do sojetnikov, ki nastane v takem okolju, in o različnih načinih, s katerimi so se jetniki soočali z življenjem v objemu smrti ter skušali preživeti. Kljub nečloveškim razmeram je namreč v taboriščnikih neprestano prisoten nagon po preživetju. Njegovi opisi segajo deloma tudi zunaj lastnega doživljanja, saj nekatere stvari spozna šele ob ponovnem obisku taborišč.
V romanu kritično pogleda na odnos, ki ga ima današnja Slovenija do taboriščnikov. Zdi se mu, da se poveličujejo zgolj aktivne borce proti okupatorju, ignorirajo pa taboriščnike. Opozarja na odnos Francije in Nizozemske, ki sta svojim, v taboriščih umrlim junakom, zgradili spominsko pokopališče, ali pa njihove zgodbe izdali v knjigah, npr. Dnevnik Ane Frank, Slovenci pa podobnih pisem Zore Perello nismo sposobni zbrati in objaviti.
Ker je osredinjenje na lastnih dojemanjih in občutenjih, so ostale osebe bolj skopo opisane. Kot bolničar se druži predvsem z ostalimi bolničarji, zdravniki, nadzorniki in bolniki. Med njegovimi prijatelji, ki so večinoma sodelavci in bolniki, pa prevladujejo Slovenci in ostali Slovani. Odnosi v taborišču so bistvenega pomena tudi za nastanek romana, saj se Pahor čuti krivega, da je sam preživel, zato želi povedati zgodbo sotaboriščnikov mlajšim generacijam.

## Narodno vNekropoli
Čeprav poskuša prikazati zlivanje vsega v nič, prikazuje razločevanje med narodnostmi. Uprava taborišča je taboriščnikom na črtasto obleko narisala kratice glede na državo iz katere izhajajo: I za Italijana, NN  za Nizozemca in Norvežana itd. Narodno pa se identificirajo tudi taboriščniki sami, zlasti Slovenci, ki si ne želijo, da bi jih enačili z Italijani: »[S]lovenski človek vztrajno trdi, da je Jugoslovan, in tako na najlažji način prepriča okolje, da prisluhne njegovim ugovorom. Seveda se človeku srce in pamet upirata da bi ga v deželi pogina ugnobili kot Italijana, potem ko je od konca prve svetovne vojske italijanska država uničevala njegovo identiteto na domačih tleh.« (Pahor 2009: 50). Moč narodne identifikacije se kaže v tem, da vsak taboriščnik poskrbi najprej za svoje rojake in jim poskuša vrniti nekaj človečnosti. Razvidna je ostra meja med Italijani in ostalimi narodi, ki je prisotna pri vseh taboriščnikih, avtor pa jo doživlja močneje predvsem zaradi zatiranja slovenskih zamejcev. Italijani so zaradi svoje pretirane čustvenosti in pritoževanja predvsem pri taboriščnikih iz Norveške, Nizozemske in Nemčije, bolj nezaželeni kot pripadniki ostalih narodnosti.

## Dramska uprizoritevNekropole
Nekropolo so 2. decembra 2010 uprizorili v Trstu, pod takrtirko Borisa Kobala. Pobudo za uprizoritev je dala občina Trst oz. njen župan Roberto Dipiazza. Predstava je bila v slovenskem jeziku z italijanskimi podnapisi. Bila je del programa Ljubljana – svetovna prestolnica knjige 2010. Nastala je v koprodukciji Društva Celinka, KUD Pod Topoli in Mestnega gledališča ljubljanskega.

## Prevodi
Prvi prevod Nekropole je bil italijanski leta 1997. Pahor o tem pravi: »Brez Evgena Bavčarja, ki je moj na pisalni stroj natipkan izvod Nekropole odnesel na francosko založbo, ta pa je moje besedilo poslala v Italijo, ne bi nikoli doživel tega, kar doživljam zadnja leta.« in »Šele ko je knjigo priznala italijanska televizija, me je spoznala tudi Slovenija.« (iz članka: Pahor v konzorciju)
- albanski:  Nekropoli, 2014.(COBISS)
- finski:  Nekropoli, 2006.(COBISS)
- švedski: Nekropol, 2013.(COBISS)
- francoski: Pèlerin parmi les ombres Paris, 1990(COBISS), 1966(COBISS), 2005(COBISS), 2007(COBISS), 2011(COBISS), 2012(COBISS).
- španski: Necrópolis, 2010(COBISS), 2011(COBISS).
- angleški: Necropolis. 2010(COBISS), 2011. (COBISS)
- ruski: Nekropolʹ, 2011.(COBISS)
- srbski (latinica): Nekropola, 2009(COBISS)
- makedonski: Nekropola, 2014.(COBISS)
- portugalski:  Necrópole, 2013.(COBISS)
- hrvaški: Nekropola, 2012.(COBISS)
- nizozemski: Necropolis, 2011.(COBISS)
- katalonski: Necròpolis, 2004.(COBISS)
- španski: Necrópolis, 2010.(COBISS)
- nemški: Nekropolis, 2001(COBISS), 2003.(COBISS)
- italijanski: Necropoli, 1997(COBISS), 2005(COBISS), 2008(COBISS)/2009(COBISS)
- angleški (ameriški): Pilgrim among the shadows (COBISS)
- esperanto: Pilgrimanto inter ombroj(COBISS)